# Walter M601
Walter M601 je československý turbovrtulový letecký motor zkonstruovaný koncem 60. let 20. století v tehdejším národním podniku Motorlet, později Walter. Jednalo se o první turbovrtulový motor této firmy; nalezl široké uplatnění u lehkých transportních a užitkových, zemědělských a vojenských cvičných letounů.

## Vznik a vývoj

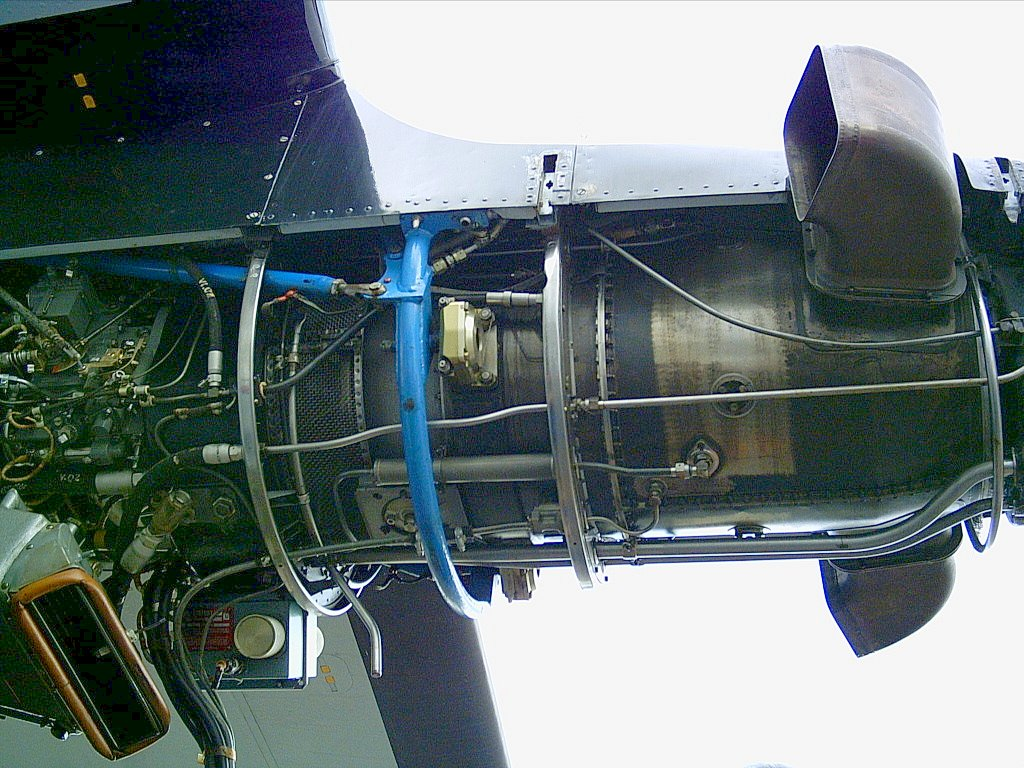
M601 instalovaný na Let L-410UVP v Leteckém muzeu Kbely

Turbovrtulový motor M601 začal původně vznikat pro použití na připravovaném lehkém transportním typu, pozdějším Let L-410 Turbolet.
Vývoj probíhal s přestávkami a několika změnami celkové koncepce už od roku 1960; v prosinci 1964 byla vyzkoušena funkce jeho základního agregátu.:s.172 První kompletní motor se poprvé rozběhl v říjnu 1967,:s.173 ale trvající potíže s jeho vývojem způsobily, že první výrobní provedení letounu L-410A muselo být vybaveno dovezenými kanadskými motory PT6A-27.
První produkční varianta motoru, označená M601A, vstoupila do sériové výroby až roku 1975.
Kromě vývoje zdokonalených verzí určených pro nové varianty stroje L-410 došlo začátkem 80. let 20. století i k vývoji verzí pro zemědělský letoun Zlín Z-37 Čmelák (M601Z) a později pro polský PZL-106 Kruk a cvičný PZL-130 Orlik (M601T). Kromě těchto aplikací si typ získal popularitu i při modernizaci různých starších typů letounů, u kterých nahradil původní pístové pohonné jednotky, a po listopadu 1989 začal být široce vyvážen a získal provozní certifikaci v řadě zemí, včetně USA podle předpisů FAR 23/FAR33.

## Konstrukce (M601E)

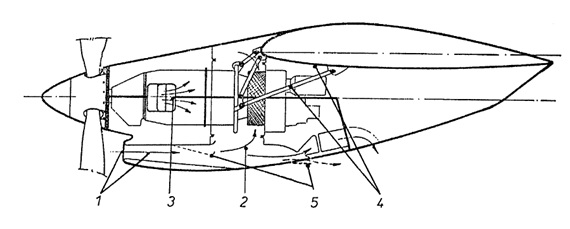
Schéma zástavby motoru M601E

Motor je dvouhřídelového uspořádání s volnou (výkonovou) turbínou, s reverzním průtokem vzduchu a spalin - nasávání vzduchu do motoru probíhá v jeho zadní části, výfuk spalin v přední, dvěma postranními výfukovými koleny.:s.173. Motor tvoří dva základní montážní celky - generátor plynů a výkonová část. 
Generátor plynů se skládá z vstupní části a z kombinovaného kompresoru – dva osové a jeden odstředivý stupeň s celkovým stlačením 6,55, prstencové spalovací komory s odstředivým rozstřikem paliva, jednostupňové generátorové turbíny, skříně pohonů s palivo regulační soupravou, dynamospouštěčem, vysílačem otáček generátoru a z náhonů pro drakové přístroje.:s.173
Hnací část motoru se skládá z volné (výkonové) jednostupňové turbíny, reduktoru a výstupní částí s výfukovými koleny. Reduktor je dvoustupňový, pseudoplanetový (s pevnými satelity) o převodovém poměru 1:14,91 a je opatřen náhony na vysílač otáček a regulátor vrtule. Reduktor dále zajišťuje přívod tlakového oleje do jednotlivých částí vrtulové jednotky.
Palivový regulační systém motoru je nízkotlaký se zubovým čerpadlem opatřený palivovým filtrem.
Olejový systém motoru je cirkulační, tlakový se zubovými čerpadly a integrovanou olejovou nádrží ve skříni pohonů o objemu 11 litrů. Objem oleje v nádrži je 7 litrů – minimální množství oleje pro spolehlivý provoz motoru je 5,5 litru. Maximální spotřeba oleje je 0,1 litrů za hodinu.
Motor je opatřen vstřikovací rampou na vodu před vstupem do kompresoru a systémem omezovačů kritických parametrů, který zajišťuje snížení sledovaných parametrů motoru při jejich překročení nad přípustnou hodnotu.
Připevnění motoru k drakovému motorovému loži je zajištěno třemi odpruženými čepy umístěnými v jedné závěsné rovině na skříni odstředivého kompresoru.
Použitím vstřikování vody při vzletovém režimu je zajištěn dostatečný výkon i při vyšších atmosférických teplotách. V případě poruchy jednoho z motorů při vzletu lze vzlet dokončit použitím mimořádného zvýšeného režimu a pokračovat v letu s použitím středního výjimečného režimu.
Spouštěcí systém je nízkonapěťový se dvěma cívkami a s dvěma svíčkami s cyklicky přerušovaným přívodem paliva do dvou pochodňových zapalovačů. Roztáčení motoru je zajištěno pomocí dynamošpouštěče napájeného buď z pozemního nebo palubního zdroje. Za letu je roztáčení motoru dynamospouštěčem podpořeno autorotací.

### Přístrojové vybavení (M601E)
| Přístroj                             | Označení      | Výrobce                |
| ------------------------------------ | ------------- | ---------------------- |
| Sdružený vysílač otáčkoměru (GT +VT) | LUN 1333.12-8 | Mikrotechna            |
| Vysílač teploty výfukových plynů     | LUN 1377-8    | Mesit Uherské Hradiště |
| Zapalovací zařízení                  | LUN 2201.03-8 | Jiskra Tábor           |
| Dynamospouštěč                       | LUN 2132.02-8 | EM Brno                |
| Čerpadlo paliva                      | LUN 6290.04-8 | Jihostroj Velešín      |
| Regulátor paliva                     | LUN 6590.51-8 | Jihostroj Velešín      |
| Regulátor otáček vrtule              | LUN 7816-8    | Jihostroj Velešín      |
| Elektrohydraulický ovladač           | LUN 7880.01-8 | Jihlavan               |

## Koncepce použití motoru
Motor M601 není tzv. modulární koncepce - tzn. nemá v případě poruchy vyměnitelné celky - moduly. Motor je považován za modul jako takový - je dodáván se všemi potřebnými přístroji a pro letoun Let L-410 je dodáván včetně drakových systémů. Tato koncepce umožňuje rychlé výměny motoru za motor přímo v poli u zákazníka a tedy minimalizuje prodlevy v provozu. Oproti konkurenčnímu motoru PT6 tedy nabízí zákazníkovi přímou a rychlou integraci do letounu.

## Varianty

### Verze pro pohon letadel
| Verze      | Aplikace                                                                                            | Vyrobeno kusů                                     | Cerfitikace a výroba                              | Výkony                                            | Resurs                                            | Technické odlišnosti |
| Verze      | Aplikace                                                                                            | [ks]                                              | [od - do]                                         | maximální vzletový / trvalý [kW]                  | [h / cykly]                                       | Technické odlišnosti |
| ---------- | --------------------------------------------------------------------------------------------------- | ------------------------------------------------- | ------------------------------------------------- | ------------------------------------------------- | ------------------------------------------------- | --- |
| M601A      | Let L-410M                                                                                          | 364                                               | 1975 - 1979                                       | 515 kW / 452 kW                                   | 500 -> 750h                                       | Počáteční provedení |
| M601B      | Let L-410MA                                                                                         | 1123                                              | 1977 - 1982                                       | 515 kW / 452 kW                                   | 750 -> 1000h                                      | Vstřikování vody do kompresoru až do teploty okolního vzduchu 30 °C k udržení maximálního výkonu Ochranný kryt lopatek volné turbíny Druhý pochodňový zapalovač |

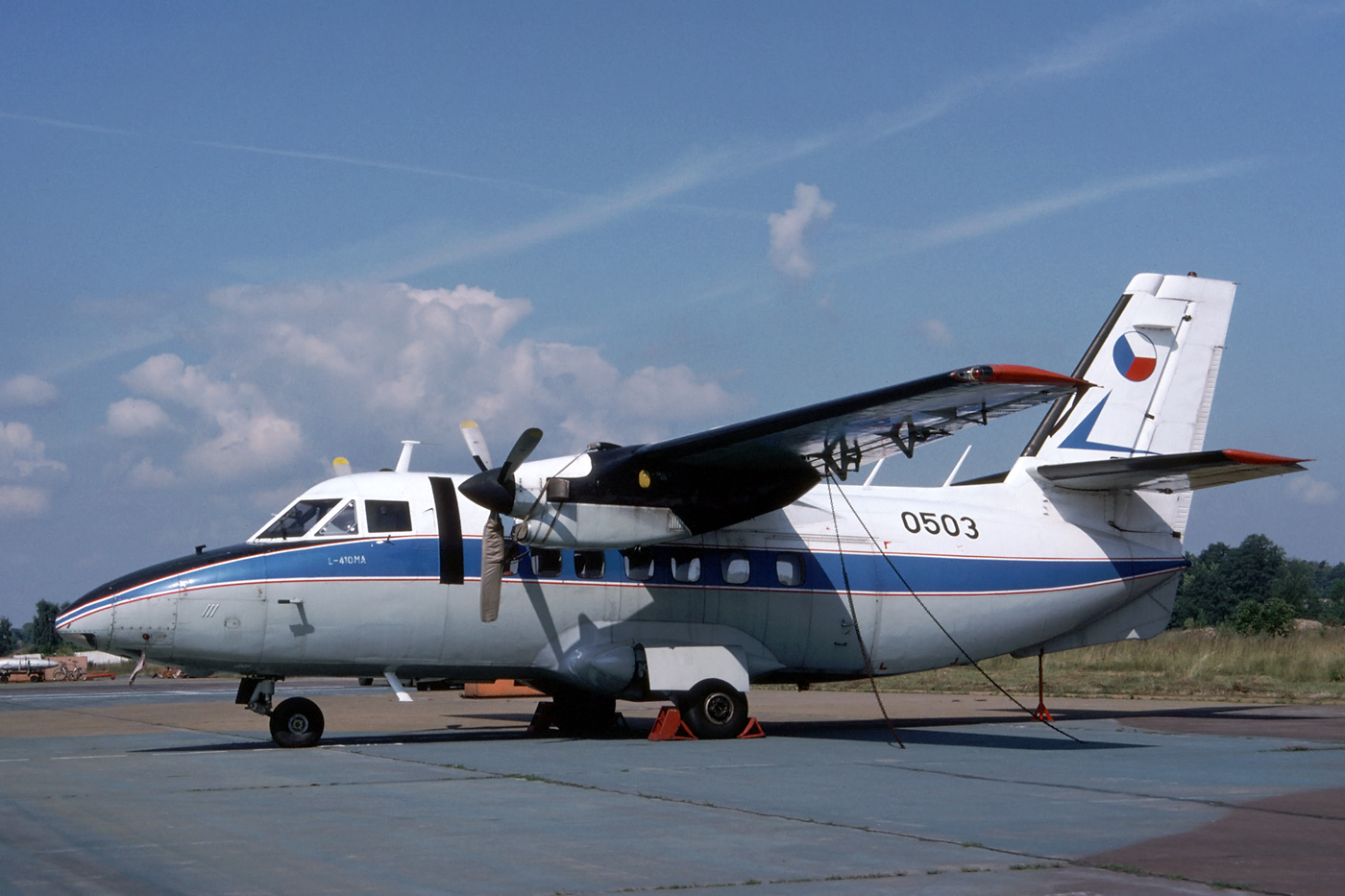
L-410MA Vzdušných sil AČR

| M601D      | Let L-410UVP                                                                                        | 1620                                              | 1981 - 1995                                       | 540 kW / 490 kW                                   | 1500 -> 1800h (2250 cyklů)                        | Vstřikování vody do kompresoru až do teploty okolního vzduchu 35 °C k udržení maximálního výkonu Nové materiály umožňující vyšší trvalý výkon Počet lopatek generátorové turbíny zvýšen z 37 na 55 Zavedeny korekční členy pro měření teploty mezi turbínami                                      |
| M601Z      | Zlín Z-37T                                                                                          | 85                                                | 1984 - 1995                                       | 382 kW / 245 kW                                   | 1500h (7000 cyklů)                                | Překonstruovaná skříň pohonů - zamýšlená pro M601E Mechanický náhon na rozmetadlo Mechanický náhon pro pomocný pístový kompresor pro drak |
| M601E      | Let L-410UVP-E                                                                                      | 1220                                              | 1985 - 1995                                       | 560 kW / 490 kW                                   | 2000 -> 3000h (2250 -> 6600 c.)                   | Pro pětilistou vrtuli Širší disk volné turbíny (zpětně zavedeno i na M601D) Delší termočlánky – lepší přístupnost při údržbě Převodovka pro alternátor (odmrazování vrtule a skel letadla) Montáž některých finálních celků převedena z Kunovic do Motorletu                                      |
| M601E-11   | Beechcraft 90 King, AirAyres Thrush S2R, Air Tractor AT-300, Air Tractor AT-400, Air Tractor AT-502 |                                                   | 1990 - 1995                                       | 560 kW / 490 kW                                   | 2000-> 3000h (2250 -> 6600 c.)                    | Označení pro motor M601E certifikovaný v USA dle předpisů FAA |
| M601T      | PZL-130TB/TM Orlik                                                                                  | 31                                                | 1991 - 1995                                       | 560 kW / 490 kW                                   | 500 -> 1000h (1500 cyklů)                         | Plně akrobatická verze vyvinutá pro polský cvičný letoun Nový výstupní kanál Zesílení skříní, závěsů motoru a vrtulového hřídele Úprava olejové soustavy Zavedení ekologické drenážní nádobky |
| M601F      | Let L-420                                                                                           | 4                                                 | 1993 - 1995                                       | 580 kW / 500 kW                                   | 3000h (3300 cyklů)                                | Nové materiály s vyšší životností Nová ložiska s vyšší životností Nové technologie (balotinování, povrchové povlaky) |
| M601D-1    | Ayres Thrush, PZL-106 Turbo Kruk                                                                    |                                                   | 1994 - ???                                        | 560 kW / 490 kW                                   | 1500h (5300 cyklů)                                | Instalace na jednomotorových zemědělských letounech s vysokou frekvencí provozních cyklů |
| M601E-21   | Let L-410UVP-E                                                                                      |                                                   | 1994 - ???                                        | 560 kW / 490 kW (nouzový výkon až 595 kW)         | 2000 -> 3000h (2250 -> 6600 c.)                   | Pro provoz ve vyšších nadmořských výškách a při vyšších atmosférických teplotách, vyvinutá na základě zkušeností s provozem na indickém subkontinentu. Seřízení motoru zachovává výkony shodné s M601E až do maximální teploty okolního vzduchu 42 °C (ve vzletovém režimu se vstřikováním vody). |
| M601F-22   | Mjasiščev M-101T Gžel                                                                               |                                                   | 1994 - ???                                        | 560 kW / 490 kW                                   | 2000h (1000 cyklů)                                | Seřízený pro lety ve vyšších letových hladinách a s možností odběru vzduchu pro přetlakování kabiny |
| M601F-32   | Mjasiščev M-101T Gžel                                                                               |                                                   | 1996 - ???                                        | 560 kW / 490 kW                                   | 3000h (1500 cyklů)                                | Verze F-22 s prodlouženým resursem |
| M601D-11   | |                                                   | 1999 - ???                                        | 450 kW / 450 kW                                   | 1800h (3600 cyklů)                                | Verze pro americký trh - zemědělské/užitkové letouny Úprava regulačních přístrojů Ochranný kryt lopatek volné turbíny z výkovku (zaveden zpětně pro všechny verze) |
| M601D-11NZ | PAC FU-24 Fletcher                                                                                  |                                                   | 1999 - ???                                        | 410 kW / 320 kW                                   | 1500h (5300 cyklů)                                | Pro novozélandský víceúčelový/zemědělský letoun Vysoká frekvence letových cyklů (4 minuty) za vyšších atmosférických teplot |
| M601D-2    | Do 28 G-92, Technoavia SM92 Finist                                                                  |                                                   | 1999 - ???                                        | 450 kW / 400 kW                                   | 1800h (4500 cyklů)                                | Pro letouny určené pro výsadky parašutistů |
| M601E-11A  | Beechcraft King Air, Lancair, Piper Malibu                                                          |                                                   | 2001                                              | 526 kW / 485 kW                                   | 3000h (4500 cyklů)                                | Verze M601E-11 pro provoz ve vyšších letových výškách a s možností odběru vzduchu z kompresoru pro zajištění presurizace kabiny |
| M601E-11AS | |                                                   | 2001                                              | 526 kW / 485 kW                                   | 3000h (4500 cyklů)                                | Verze M601E-11A pro jednočinnou vrtuli Úprava regulátoru vrtule, beta spínače Nový omezovač otáček |

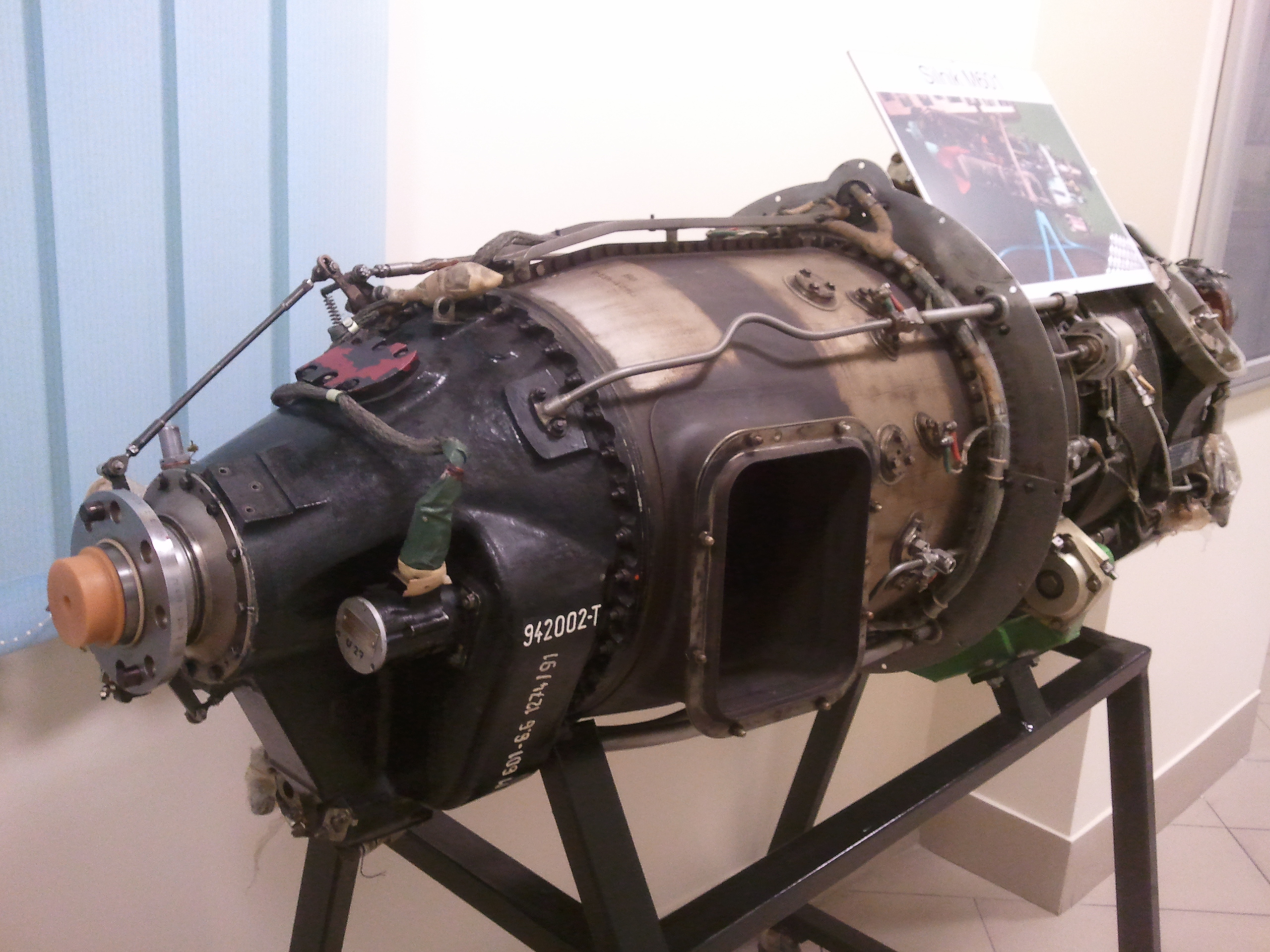
Walter M601

| M601E-11S  | |                                                   | 2001                                              | 560 kW / 490 kW                                   | 2000 -> 3000h (2250 -> 6600 c.)                   | Verze M601E-11 pro jednočinnou vrtuli Úprava regulátoru vrtule, beta spínače Nový omezovač otáček |
| M601FS     | |                                                   | 2009                                              | 580 kW / 500 kW                                   | 3000h (3300 cyklů)                                | Verze M601F s jednočinnou vrtulí |
| M601H      | původní označení pro motor GE Aviation Czech H80.                                                   | původní označení pro motor GE Aviation Czech H80. | původní označení pro motor GE Aviation Czech H80. | původní označení pro motor GE Aviation Czech H80. | původní označení pro motor GE Aviation Czech H80. | původní označení pro motor GE Aviation Czech H80. |

### Verze pro jiné použití
Pozemní využití původně pouze letadlového motoru M601 se stalo významným doplňkem výrobního programu a.s. Walter, zvláště po roce 1989.
GP601
M601A vyřazené z leteckého provozu a upravené na průmyslový generátor plynů, užívaný například při rozmrazování povrchů nebo odstraňování sněhové pokrývky z VPD.
M601M
M601 Marine – projekt námořní verze pro použití k pohonu plavidel, například rychlých člunů, vzniklý začátkem 90. let 20. století z verze M601E, upravené pro chod na palivo pro námořní dieselové motory a se speciální převodovkou namísto reduktoru. Vznikl ve verzích 750 Marine Gas Turbine a ve zdvojené variantě Double 7 Marine Gas Turbine.
G601P
Pozemní energetická jednotka, upravená pro spalování zemního plynu vzniklá v jednom prototypu.
G601PT
Studie zdvojeného provedení G601P.
Jetstart
Pozemní startér pro větší turbínové motory dopravních letounů vzniklý po roce 1995 na základě M601E ve spolupráci s britskou společností Phillips GSE a dodávaný firmě Honeywell.
G601E
Kogenerační jednotka na zemní plyn vyvíjená na základě M601E ve spolupráci s britskou firmou Turbo Genset Ltd a americkou DTE Energy.

## Použití
- Aerocomp Comp Air 7SLX
- Aerocomp Comp Air 10XL
- Air Tractor AT-300[5] (konverze)
- Air Tractor AT-400[5] (konverze)
- Air Tractor AT-502[5] (konverze)
- Ayres Thrush S2R[5] (konverze)

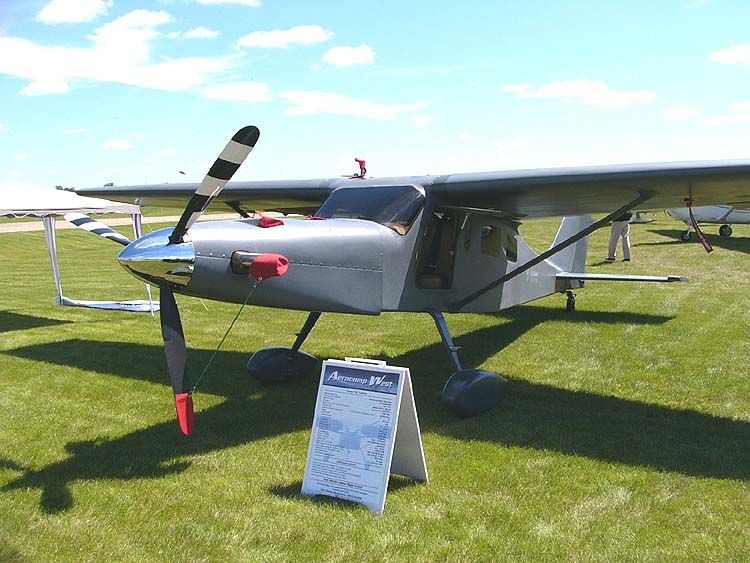
Comp Air 7SLX

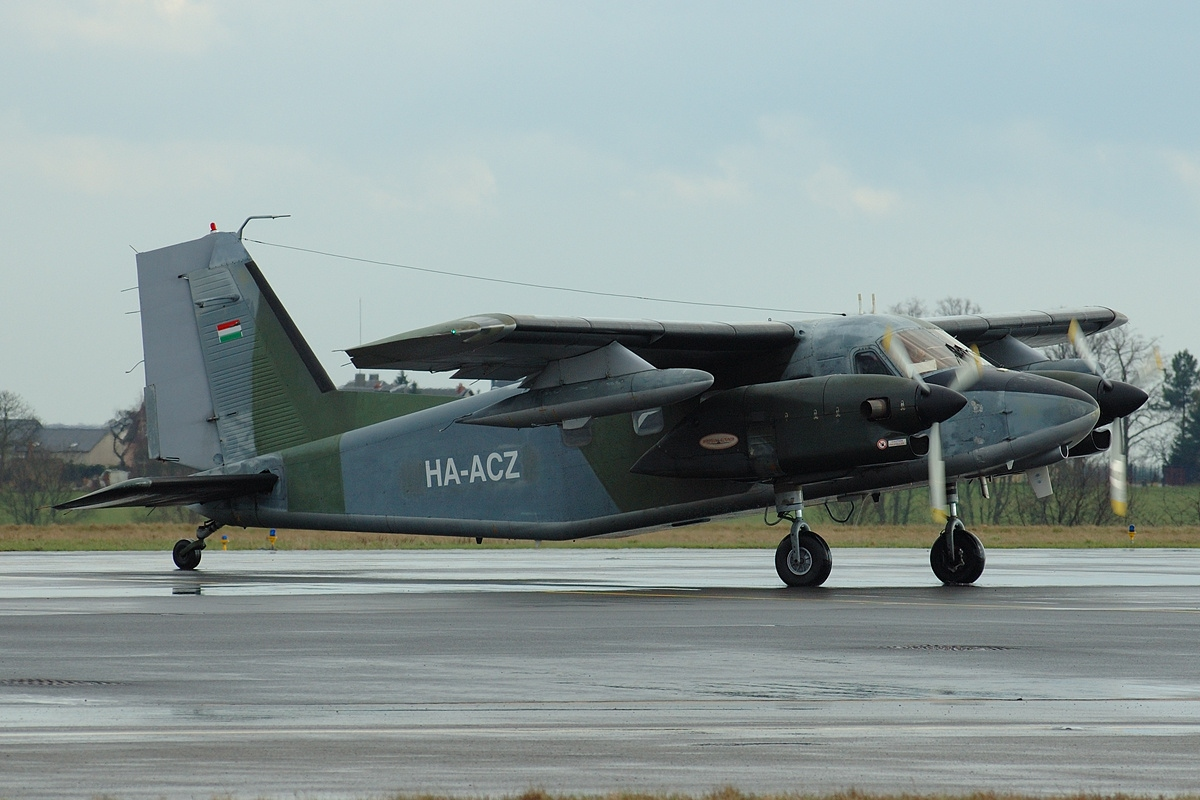
Maďarský Do 28 G-92 s motory Walter M601

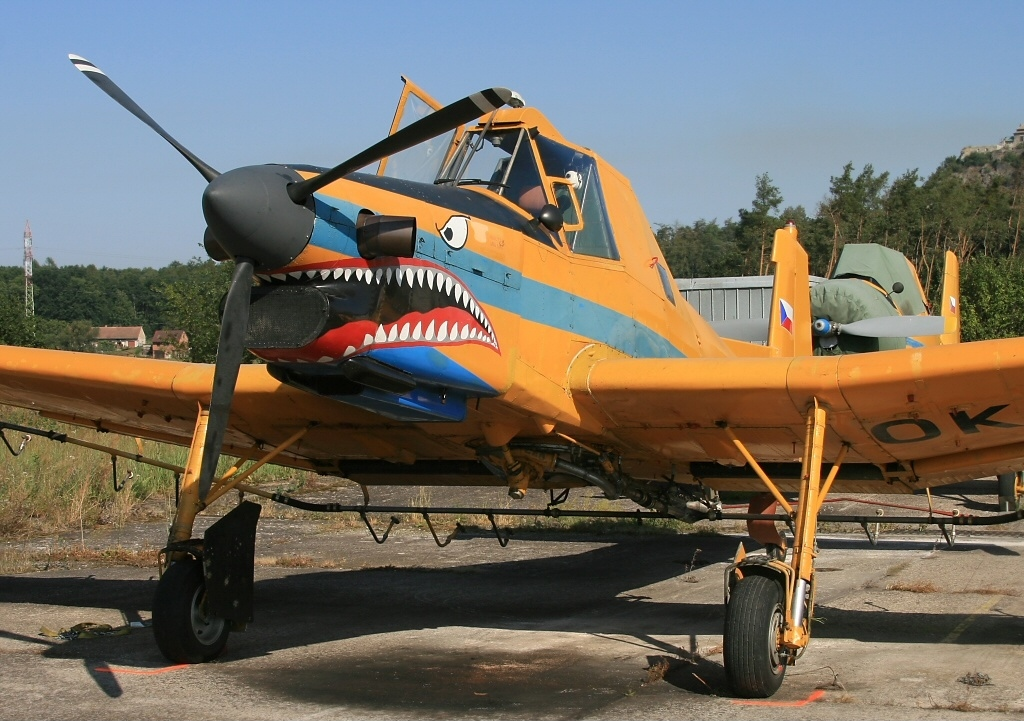
Z-37T Agro Turbo

- Beechcraft 90/A100 King Air[1][5] (konverze)
- Cessna 207[5] (konverze)
- Cessna 208 Caravan[5] (konverze)
- de Havilland Canada DHC-3 Otter[5] (konverze)
- Dornier Do 28 G-92[1][5] (konverze)
- Lancair IV Turbine[5] (konverze)
- Lancair Propjet
- Let L-410 Turbolet[1][5]
- Let L-420[5]
- Mjasiščev/Sokol M-101T[1][5]
- PAC FU-24 Fletcher[1][5] (konverze)
- Piper PA-31 Navajo[5] (konverze)
- Piper PA-46 Malibu[1] (konverze)
- Privateer Industries Privateer
- PZL-106BT-601 Turbo Kruk[1][5]
- PZL-130TB/TM Orlik[1][5]
- Schweizer G-164 Ag-Cat[1][5] (konverze)
- Technoavia Rysačok[5]
- Technoavia SM-92T/SMG-92 Turbo Finist[5]
- Vulcanair VF600W[5] (prototyp)
- Zlín Z-37T AgroTurbo/Turbočmelák[1][5]

## Vystavené exempláře
Motor Walter M601 je vystaven na letounu Let L-410UVP v Leteckém muzeu Kbely. Samostatný exemplář motoru Walter M601B v řezu je vystaven v Národním Technickém muzeu Praha. Další exemplář motoru Walter M601B byl roku 2020 dodán i do Leteckého muzea v Kunovicích.

## Specifikace (M601D-1)
Údaje podle

### Hlavní technické údaje
- Typ: dvouhřídelový turbovrtulový motor s volnou turbínou a obráceným průtokem plynů[3]:s.172
- Délka: 1 675 mm
- Průměr: 590 mm
- Suchá hmotnost: 197 kg
- Otáčky generátoru: 36 600 ot/min
- Otáčky volné/výkonové turbíny: 31 000 ot/min
- Otáčky vrtule: 2 080 ot/min

### Součásti
- Kompresor: dvoustupňový axiální, jednostupňový radiální
- Spalovací komora: prstencová s rotačním rozprašováním paliva[3]:s.172
- Turbína: jednostupňová vysokotlaká a jednostupňová volná
- Reduktor: dvoustupňový, pseudoplanetový (s pevnými satelity) o převodovém poměru 1:14,91
- Skříň pohonů: zajišťuje náhony pro jednotlivé agregáty (palivové čerpadlo, alternátor, …); zároveň slouží jako olejová nádrž

### Výkony
- Výkon: 544 kW (740 hp) maximální, 490 kW/675 hp trvalý
- Teplota na vstupu turbíny: 690 °C
- Stupeň stlačení: 6,55
- Měrná spotřeba paliva: 377 g/kWh
- Poměr výkon/hmotnost: 2,76 kW/kg